# Aloe mubendiensis
Aloe mubendiensis ist eine Pflanzenart der Gattung der Aloen in der Unterfamilie der Affodillgewächse (Asphodeloideae). Das Artepitheton mubendiensis verweist auf das Vorkommen der Art bei Mubende in Uganda.

## Beschreibung

### Vegetative Merkmale
Aloe mubendiensis wächst stammlos oder kurz stammbildend, sprosst und bildet große Gruppen. Die etwa 16 lanzettlichen Laubblätter bilden dichte Rosetten. Die trüb graugrüne, undeutlich linierte Blattspreite ist 30 bis 35 Zentimeter lang und 6,5 Zentimeter breit. Gelegentlich sind wenige, verlängerte, linsenförmige, weißliche Flecken vorhanden. Auf der Blattunterseite sind sie selten. Die rötlich braunen und heller gespitzten Zähne am leicht rosarötlichen, knorpeligen Blattrand sind 3 bis 4 Millimeter lang und stehen 10 bis 15 Millimeter voneinander entfernt. Der Blattsaft ist trocken gelblich.

### Blütenstände und Blüten
Der Blütenstand besteht aus acht Zweigen und erreicht eine Länge von 70 bis 90 Zentimeter. Die unteren Zweige sind manchmal zusätzlich verzweigt. Die ziemlich dichten, zylindrischen Trauben sind etwa 10 Zentimeter lang und 6 bis 7 Zentimeter breit. Seitliche Trauben tragen einseitswendigen Blüten. Die eiförmig spitz zulaufenden Brakteen weisen eine Länge von 3 bis 4 Millimeter auf und sind 2 bis 3 Millimeter breit. Die dunkel ziegelroten, an ihrer Mündung helleren Blüten stehen an 10 Millimeter langen Blütenstielen. Sie sind 30 Millimeter lang und an ihrer Basis gerundet. Auf Höhe des Fruchtknotens weisen die Blüten einen Durchmesser von 7 Millimeter auf. Darüber sind sie leicht verengt und schließlich zur Mündung erweitert. Ihre Perigonblätter sind auf einer Länge von 8 bis 9 Millimeter nicht miteinander verwachsen. Die Staubblätter und der Griffel ragen 4 Millimeter aus der Blüte heraus.

## Systematik und Verbreitung
Aloe mubendiensis ist im Westen von Uganda von Mubende bis Fort Portal auf Granitfelsen in Höhen von 1220 bis 1370 Metern verbreitet. 
Die Erstbeschreibung durch Hugh Basil Christian wurde 1942 veröffentlicht.

## Nachweise